# Wild Rider
Wild Rider was een stalen wildemuis-achtbaan in Six Flags Great Adventure van 1978 tot 1980. De baan werd gebouwd door Anton Schwarzkopf en was een middelgrote Wildcat.
Wild Rider wordt vaak verward met de Big Fury omdat de achtbanen veel op elkaar leken. De Wild Rider verving namelijk de Big Fury in 1978. Wild Rider was een splinternieuwe achtbaan toen de achtbaan werd geopend. Aan het einde van seizoen 1980 werd de achtbaan echter opnieuw afgebroken en nooit vervangen.